# قانون احوال شخصیه اهل تشیع
قانون احوال شخصیه اهل تشیع قانون جنجال برانگیزی است در مورد احوال شخصیه اهل تشیع افغانستان.
این قانون توسط آیت‌الله آصف محسنی رئیس شورای علمای شیعه افغانستان در سال ۲۰۰۹ پیشنهاد شد. پس از امضای این قانون توسط حامد کرزی موجی از مخالفت با این قانون از سوی نهادهای داخلی و خارجی افغانستان تبارز کرد. از جمله باراک اوباما رئیس جمهور آمریکا آنرا شرم‌آور خواند.
در پی این اعتراض‌ها حامد کرزی اعلام داشت که این قانون باید دوباره بررسی شود.
بخش‌های اصلی این قانون که مورد مخالفت قرار گرفت عبارت بود از قسمت‌هایی که به شرایط زنان برای خروج از منزل و ملزم بودن آنان به برقراری رابطه جنسی در تمام شرایط بجز بیماری با همسرشان بود.
پس از این مخالفت‌ها آیت‌الله آصف محسنی با ظاهر شدن در تلویزیون تمدن این قانون را موافق شرع اسلام خواند و مخالفان آنرا پیروان کشورهای خارجی خواند. گروهی از روحانیون اهل سنت افغانستان نیز از وی حمایت کردند.
در ۱۵ آوریل ۲۰۰۹ عده از از زنان در مخالفت با این قانون دست به تظاهرات زدند، آنها به سمت مدرسه خاتم النبیین رفتند، درب آنرا به اعتراض کوبیدند و سپس به سمت پارلمان افغانستان حرکت کردند. در همین حال گروهی دیگر از زنان و مردان نیز در مقابل این گروه به حمایت از این قانون تظاهرات کردند. این حوادث با دخالت پلیس‌های زن خاتمه یافت.
چندین تظاهر در ضدیت با این قانون در کشورهای اروپایی و چند شهر استرالیا صورت گرفت. برای این قانون شرحی توسط سه تن از محققین نوشته شده است که توسط بنیاد اندیشه منتشر شده است